# Владимир Вернадски
Владимир Иванович Вернадски (рус. Владимир Иванович Вернадский, 12. март 1863 — Москва, 6. јануар 1945) је био руски, украјински и совјетски минералог и геохемичар. Сматра се једним од твораца геохемије, биогеохемије и радиогеологије. Његове идеје о ноосфери су допринеле развоју Руског космизма. Вернадски је радио и у Украјини где је основао Националну академију науке Украјине. Најпознатији је по својој књизи из 1926. године — „Биосфера“, у којој разрађује појам биосфере који је пре њега употребио Едуард Зис 1885. године. У овој књизи он биосферу описује као једну од Земљиних сфера у којој се одигравају сложени процеси обједињени општом историјом хемије атома у оквиру органског и неорганског света. Према њему се друге геосфере одликују равнотежом својстава док се у биосфери јављају жива бића која су сама специфични системи, независни од биосфере, тако да битно мењају њену примарну равнотежу. Године 1943. добија Стаљинову награду.

## Биографија
Вернадски је рођен 12. марта 1863. године у Санкт Петербургу у Русији, у мешовитом браку оца Украјинца и мајке Рускиње. Године 1885. завршава санктпетербуршки универзитет. Убрзо након завршетка универзитета, одлучује да се бави минералогијом. Прво одлази у Напуљ код кристалографа Скакија (итал. Scacchi) који је био сенилан у то време. Због тога, Вернадски одлази у Немачку код Паула Грота. Ту је научио да користи модерну опрему, између осталог Гротову машину за оптичко, термално, магнетно, еластично и електрично изучавање кристала, а имао је и могућност рада у физичкој лабораторији професора Зонке који је такође радио на кристализацији.
Вернадски је први популаризовао идеју ноосфере и појму биосфера дао значење које има и данас у научним круговима (иако је сам термин биосфера створио аустријски геолог Едвард Зис).
Према његовом схватању развоја Земље, ноосфера је трећа фаза у развоју планете, после геосфере и биосфере. Као што је појава биосфере (живота) фундаментално изменила геосферу, тако је и појава човека фундаментално изменила биосферу.
Вернадски је био један од првих научника који су признавали да кисеоник, азот и угљен-диоксид у атмосфери потичу из биолошких процеса. У двадесетим годинама 20. века објављује рад у коме тврди да живи организми могу да преобликују планету макар у оној мери колико и физичке силе. Његов научни рад је битан пошто је дао основе за развој екологије.
Вернадски је био оснивач Украјинске академије наука у Кијеву 1918. године, оснивач Националне библиотеке Украјине. Био је лојалан Русији и био је против независности Украјине и устанка који је трајао од 1917. до 1921. године.
Тридесетих и четрдесетих година 20. века био је надзорник Совјетског атомског пројекта, као један од научника који се најгласније залагао за употребу нуклеарне енергије. Преминуо је 6. јануара 1945. Његов син Георгиј Владимирович Вернадски (1887—1973) је познати историчар који је емигрирао у САД.
Једна од главних авенија у Москви је добила име по њему, као и Тваријски национални универзитет на Криму (Украјина). Такође један астероид носи име по њему — 2809 Vernadskij.

## Научне активности
Вернадски је први популаризовао концепт ноосфере и продубио идеју о биосфери до значења које у великој мери препознаје данашња научна заједница. Реч „биосфера” измислио је аустријски геолог Едвард Зис, кога је Вернадски упознао 1911.
У теорији развоја Земље Вернадског, ноосфера је трећа фаза у развоју Земље, после геосфере (неживе материје) и биосфере (биолошки живот). Као што је појава живота суштински трансформисала геосферу, тако ће и настанак људске спознаје суштински трансформисати биосферу. У овој теорији, принципи живота и спознаје су суштинске карактеристике Земљине еволуције и морали су бити имплицитни на Земљи све време. Ова системска и геолошка анализа живих система допуњује теорију природне селекције Чарлса Дарвина, која посматра сваку појединачну врсту, а не њен однос према субсумирајућем принципу.
Визионарске изјаве Вернадског нису биле широко прихваћене на Западу. Међутим, он је био један од првих научника који је препознао да кисеоник, азот и угљен-диоксид у Земљиној атмосфери настају из биолошких процеса. Током 1920-их објавио је радове у којима је тврдио да живи организми могу преобликовати планете сигурно као и свака физичка сила. Вернадски је био важан пионир научних основа за науке о животној средини.
Вернадски је био члан Руске и Совјетске академије наука од 1912. године и био је оснивач и први председник Украјинске академије наука у Кијеву, Украјина (1918). Он је био је оснивач Националне библиотеке Украјине и блиско је сарађивао са Универзитетом Таврида на Криму. Током Руског грађанског рата био је домаћин скуповима младих интелектуалаца који су касније основали покрет емигрантског евроазијства.
Током касних 1930-их и раних 1940-их Вернадски је играо рану саветодавну улогу у пројекту совјетске атомске бомбе, као један од најснажнијих гласова који се залагао за експлоатацију нуклеарне енергије, истраживање извора совјетског уранијума и спровођење истраживања нуклеарне фисије у његовом Институт за радијум. Умро је, међутим, пре него што је настављен потпуни пројекат.
По религиозним погледима, Вернадски је био атеиста. Он је био заинтересован за хиндуизам и Риг Веду.